# ブレンガルテン-ディーティコン鉄道BDe4/4 10-11形電車

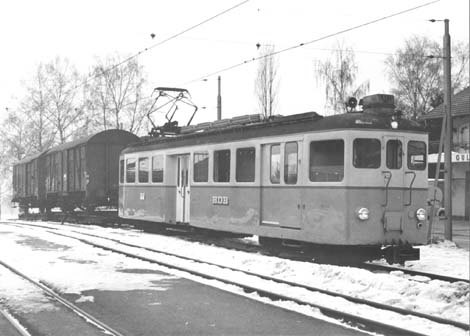
車体更新後のBDe4/4 11号機、標準軌貨車積載車による貨物列車を牽引、1969年

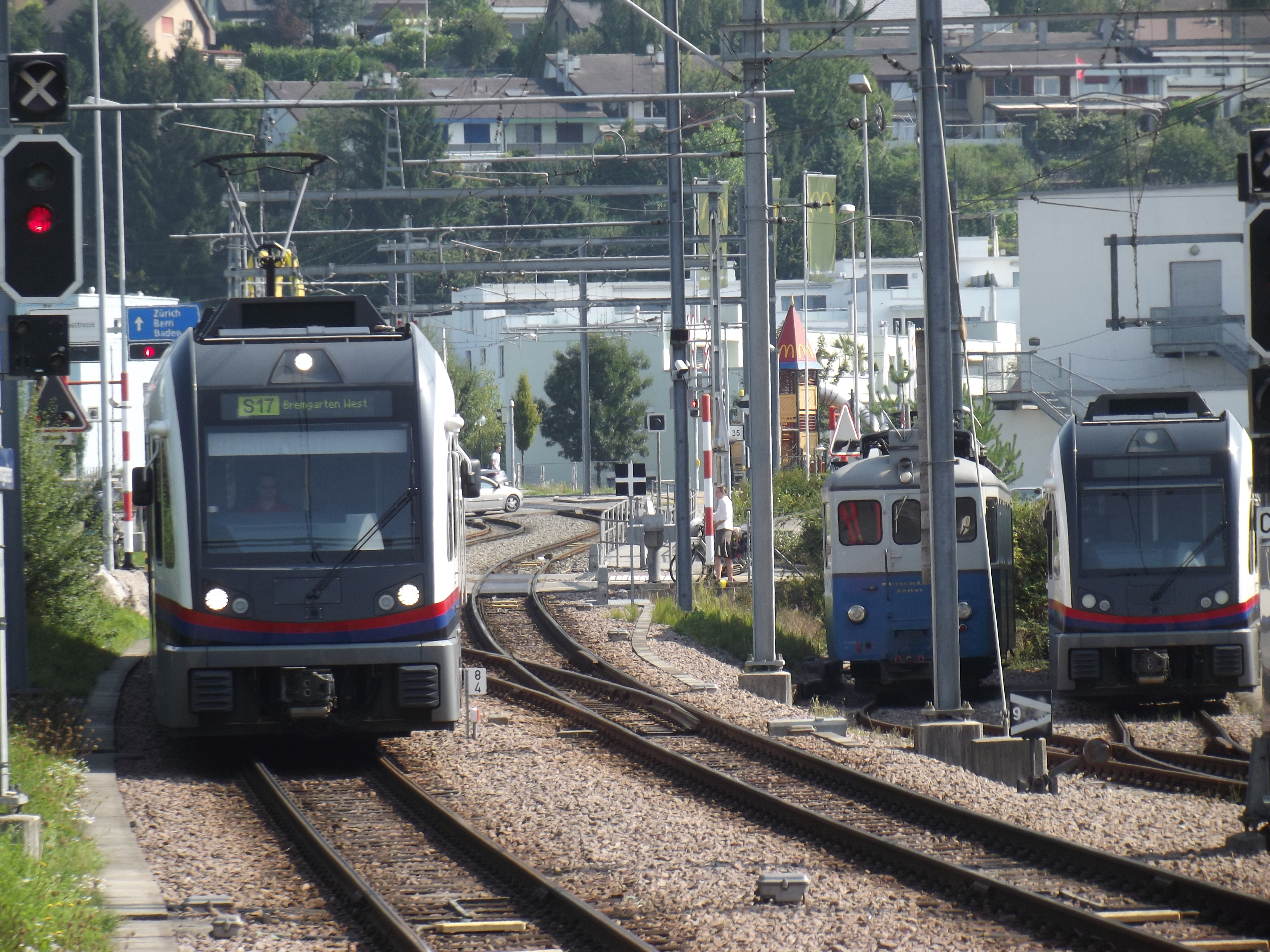
ブレンガルテン駅構内で現在の主力であるABDe4/8形と並ぶBDe4/4 11号機、2013年

ブレンガルテン-ディーティコン鉄道BDe4/4 10-11形電車(ブレンガルテン-ディーティコンてつどうBDe4/4 10-11がたでんしゃ)は、現在ではBDWM交通となっているスイスの私鉄であるブレンガルテン-ディー ティコン鉄道（Bremgarten-Dietikon-Bahn (BD)）で使用されている2等・荷物合造電車である。なお、本機はCe4/4形の10-11号機として製造されたものであるが、1956、62年の称号改正および1955-56年の車体更新を経てBDe4/4 10-11号機となったものである。

## 概要
チューリッヒのSバーンのS-17系統としてアールガウ州からチューリッヒ州への通勤路線となっているなっているBDWM交通では、1902年のブレンガルテン-ディーティコン間の開業に合わせて用意された2軸単車のCe2/2 1I-5I形や、1912年のヴォーレン - ブレンガルテン・ウエスト間の運転開始に合わせて用意された2軸ボギー車のCe4/4 7I-9I形と客車とで運行されていたが、これらの機材はいずれも車体両端のデッキ部分の床面が一段下がった低床式路面電車形態の電車であり、これが客車を牽引する形態の列車で運行されていた。同鉄道では1913年には38万人であった輸送人員が1935年に55万人となるなど引続き輸送量が増加していたため、追加の機材が導入されることとなり、1928年と1932年に各1機が導入された機体が本形式であるCe4/4 10号機およびCe4/4 11号機である。なお、Ce2/2 1I-5I形やCe4/4 7I-9I形が導入された際には同一設計の車体を持つ客車があわせて新造されて導入されていたが、本形式の導入に際してはドイツ南部バイエルン州のノイエッティング-アルトエッティング蒸気路面軌道で使用されていた1906年製の2軸ボギー客車であるCL 22901-22907形のうち4両を購入して1933-36年に C4 26-29形としている。
Ce4/4 10-11形は前形式であるCe4/4 7I-9I形から全長を13600 mmから16220 mmに延長して、座席定員を34名から48名として輸送力を増強したものであるが、車体幅についてはそれまでのブレンガルテン-ディーティコン鉄道の機材と同等の2200 mmの路面電車級のもののままであった。一方で前面に大型の曲面ガラスを使用するなどのデザインであったCe4/4 7I-9I形から、本形式では正面は平妻となり、前面窓の大きさが小さくなるなど簡素デザインとなったことが特徴となっている。また、性能面では抵抗制御により1時間定格268 kWの出力と45 km/hの最高速度の性能を持つ機体であり、製造は車体、台車、機械部の製造がSWS、主電動機、電気機器の製造はMFOが担当していた。
ブレンガルテン-ディーティコン鉄道では併用軌道の専用軌道化や路肩に敷設された軌道の道路からの離隔の確保などを進めており、1902年には11.0 kmであった併用軌道は1936年には4.4 km、1942年には3.1 kmとなっており、1947年には車体幅を2500 mm、全長を18300 mmにそれぞれ拡大したCe4/4 6I-8II形および同型の客車であるC4 41-43形が導入されていたが、さらに輸送力の増強を図ることとなり、本形式をCe4/4 6I-8II形と同等のサイズの軽量車体に換装することとなった。この改造では車体をSWS製の車体幅2500 mmで荷物室付きのものに、主制御装置をMFO製の多段制御式の新しいものに変更し、台車と主電動機などは従来のものを流用したものであり、Ce4/4 10号機が1955年にブレンガルテン工場で改造を行ってCFe4/4 11号機となり、翌1956年の称号改正によりBFe4/4 10号機となっている。その後1956年にはBe4/4 11号機
（称号改正前のCe4/4 11号機）が同様の改造を実施してBFe4/4 11号機となっている。なお、1956年の称号改正は、スイスの鉄道の客室等級の1-3等の3段階から1-2等への2段階への統合と、これに伴う称号改正により3等室が2等室となって形式記号もCからBに変更となったもので、本形式もて形式名がBFe4/4 10-11形となったものであり、さらにその後1962年の称号改正では荷物室の形式記号がFからDに変更となってBDe4/4 10-11形となっているが、現車の称号改正時期の詳細は不明であり、鉄道によってはこの通りでない場合もあった。
なお、各機体の機番と製造年、製造所、価格（スイス・フラン）は以下の通り。
- 10 - 1928年 - SWS/MFO - 110,594
- 11 - 1932年 - SWS/MFO - 121,343

## 仕様（原形）

### 車体・走行機器
- 車体構造は1900-30年代のスイスにおける私鉄車両では標準であった木鉄合造構造で、鋼材リベット組立式の台枠上に木製の車体骨組および屋根を載せて前面および側面外板は鋼板を木ねじ止めとしたものとし、屋根、床および内装は木製としている。
- 台枠は型鋼組立式で、前後端の運転室・乗降デッキ部と中央の客室の主台枠部の間に段差を設けた低床式路面電車と同様の構造となっている。車体は両運転台式で、ブレンガルテン-ディーティコン鉄道の車両限界に合わせて客室部の車体幅を2200 mmと狭くしており、曲線での車体のオーバーハングを抑えるため車体両端運転室兼乗降デッキ部の車体幅は客室部より幅の狭いものとなっている。また、客室部の側面下部には裾絞りが付き、前後運転室兼乗降デッキ部は裾絞りのないものとなっている。乗降口には片引戸の乗降扉が設置されているが、戸袋は設置されずにデッキ内に直接引き込まれる。屋根はシングルルーフで、屋根の曲線の深い客室部と、浅い運転室兼乗降デッキ部からなるものとなっている。また、窓下および窓枠、車体裾部に型帯が入るほか、窓類は下部左右隅部R無、上部左右隅部がR付きの形態となっている。
- 正面は角部に小さいRを持つ平妻形態で、中央の貫通扉の左右に正面窓が設けられており、正面下部左右に外付式の丸形前照灯が、上部屋根中央部に小型の標識灯配置されるもので、前面の窓幅が小さくなっていることが特徴である。連結器は台枠取付のピン・リンク式連結器が設置されている。
- 車体内は後位側から運転室兼乗降デッキ、禁煙3等室（称号改正後の2等室）、喫煙3等室（いずれも称号改正後の2等室）、乗降デッキ兼運転室の配列となっており、側面は窓扉配置1D44D1（運転室兼乗降デッキ窓-乗降扉-禁煙3等室窓-喫煙3等室窓-乗降扉-乗降デッキ兼運転室窓）となっている。乗降デッキは外付1段のステップ付きで、客室との扉は片開戸となっており、側面窓は下落とし窓となっている。また、屋根上は前後の台車上部に大型のパンタグラフ計2基が、その間に主抵抗器が、前後端部にヒューズや開閉器箱が設置されている。
- 客室は2+1列の3人掛けの固定式クロスシートを配置しており、座席定員は禁煙3等室、喫煙3等室ともそれぞれが24名の計48名、立席定員はそれぞれ5名の計10名となっている。運転室は当時のスイスの電車で標準的な立って運転する形態で、正面中央の貫通扉の左側に力行および電気ブレーキ用の大形のマスターコントローラーが、右側にブレーキハンドルおよび手ブレーキハンドルが設置されており、運転士は状況に応じてデッキ内を移動しながら運転を行う。
- 制御装置はMFO製の直接制御式抵抗制御のものを搭載しており、各台車に2基ずつ装荷された主電動機を制御して定格出力268 kWの性能と45 km/hの最高速度を発揮し、電気ブレーキとして発電ブレーキを装備している。また、ブレーキ装置は制御装置による発電ブレーキのほか、真空ブレーキと手ブレーキを装備している。
- 台車はSWS製の鋼材組立式のもので、主電動機を台車枠の車軸内側に吊り掛けて軸距を2200 mmとしており、枕ばねは重ね板ばね、軸ばねはコイルばね、基礎ブレーキ装置として踏面ブレーキが装備されるほか、台車前後の端梁は大型のスノープラウを兼ねた排障器となっている。
- なお、1945年には台車の揺れ枕の改造が行われ、翌1946年には主制御装置に18 %の弱界磁段を追設して最高速度を45 km/hから60 - 65 km/hに向上しているほか、1950年には後位側のパンタグラフを摺板を1本から2本とした新しいものに交換している。
- 塗装
  - 車体はライトグレーもしくはクリーム色をベースとして運転室兼乗降デッキ部は下半部をブルーグレー、側面は下半部のうち中央部をブルーグレーとして塗分け部にライトブルーの細帯を入れたもので、側面下部中央には"BDB"の、乗降扉脇には形式機番および禁煙、喫煙の表記がそれぞれ飾り文字で入るもので、床下機器と台車がダークグレー、屋根および屋根上機器はライトグレーであった。なお、製造当初は車体のブルーグレー部に細線で飾り帯の縁取りが入れられていた。

### 主要諸元
- 軌間：1000 mm
- 電気方式：DC 900 V・架空線式
- 最大寸法：全長16200 mm、車体幅2200 mm
- 軸配置：Bo'Bo'
- 軸距：2200 mm
- 台車中心間距離：10200 mm
- 自重：32.0 t
- 定員：2等48名（喫煙24名、喫煙24名）、立席12名
- 走行装置
  - 主制御装置：抵抗制御
  - 主電動機：直流直巻整流子電動機×4台
  - 減速比：5.46
  - 出力：268 kW（1時間定格）
- 最高速度：45 km/h（1946年以降60 - 65 km/h）
- ブレーキ装置：空気ブレーキ、手ブレーキ、発電ブレーキ

## 仕様（車体更新）

### 車体・走行機器
- 車体は両運転台式で、同時期にスイス国内で製造されていた標準的な軽量構造の鋼製の狭い丸みを帯びたスタイルあるが、ブレンガルテン-ディーティコン鉄道の車両限界に合わせて車体幅を2500 mmと狭くしているほか、曲線での車体のオーバーハングを抑えるため車体両端運転室部の左右を絞り込んで半径70 mの曲線通過時のオーバーハングを抑えている。また、台枠はプレス鋼材を箱状に組んだもので、台車も台枠内にはまり込むように設置される。
- 正面は中央に貫通扉を設置した丸妻、3枚窓のスタイルで、一般的なスイスの車両よりも前面窓の天地寸法が小さいことが特徴となっている。また、貫通扉上部と下部左右の3箇所に丸型の前照灯、上部および右側の前照灯下部に標識灯が設置され、連結器は車体取付の+GF+式[6]ピン・リンク式自動連結器で、空気管が同時に連結できるほか、従来のピン・リンク式連結器とも連結可能なものとなっている。そのほか、先頭部には放送引通用の電気連結器が設置されるほか、先頭部の台車前部に小型のスノープラウが設置されている。
- 室内は後位側から運転室、禁煙2等室室（称号改正前の3等室）、乗降デッキ、喫煙2等（同）、荷物室、運転室の構成となっており、窓扉配置は13D31D1（運転室窓-3等室窓-乗降扉-3等室窓-荷物室窓-荷物室扉-運転室窓）、側面窓は運転室および2等室のものが幅1200 mmの大型下降窓、荷物室のものが狭幅の固定窓、乗降扉は4枚折戸で乗降口にはステップが設置されている。
- 座席は2+2列の4人掛けの固定式クロスシートで、2等喫煙および禁煙室にそれぞれ3ボックスずつ設置されて座席定員は禁煙24名、喫煙24名の計48名、座席は座席は木製ニス塗りでのベンチシートの背摺りの低いものとなっている。また、運転室は運転士が立って運転する当時のスイス車両標準のもので、運転室左側にスイスやドイツで一般的な円形のハンドル式のマスターコントローラーが横向きに設置され、右側にブレーキハンドルが設置されており、運転士は状況に応じてデッキ内を移動しながら運転を行うため、ウインドワイパーも運転室中央の貫通扉窓に設置されている。このほか、屋根は前後車端部に菱形のパンタグラフを設置しており、その両車端側には遮断器を、間には屋根上全長に渡って大型の主抵抗器を設置している。
- 制御装置はMFO製の新しい多段制御の抵抗制御式のものに変更されており、1時間定格出力338 kW、最高速度65 km/hの性能を発揮するほか、電気ブレーキとして発電ブレーキを装備している。なお、重連総括制御機能を持たないため、重連時には協調運転で運行されている。また、新たに電動発電機と蓄電池充電装置、蓄電池を搭載している。
- 台車および主電動機は基本的にそのまま流用している。
- 真空ブレーキ装置も新しいものに換装されたほか、制御装置による発電ブレーキと手ブレーキを装備している。
- 塗装
  - 車体は下半分をライトブルー、上半分をクリーム色として塗分け部と車体上辺部に青色の細帯を入れたもので、側面下部に影付き飾り文字で”BDB”のロゴが入るもので、床下機器と台車がダークグレー、乗降扉、屋根および屋根上機器は銀色であった。
  - その後1977年には車体をオレンジとして、窓下部および車体上辺部にクリーム色の細帯を入れたものに変更されている。また、試験塗装としてBDe4/4 10号機が車体下半分が赤、上半分がクリーム色として車体上辺部に赤色の細帯を入れたものとなった時期がある。

### 改造
- 1968年にBDe4/4 11号機の前位側の集電装置が撤去されている。
- 1969年の架線電圧の900 Vから1200 Vへの昇圧に際しては主制御器を改造して台車ごとの2基の主電動機を永久直列接続として制御するように変更おり、これにより定格出力が172 kWに、最高速度が45 km/hに低下している。また、昇圧後は主に貨物列車の牽引と事業用に使用されることとなっていたため、喫煙客室と荷物室間の仕切壁を撤去して全室を荷物室としている。
- 1977年に広軌貨車を積載するロールボックの牽引に対応するために同車の空気ブレーキの制御装置を装備している。
- 1986年にはBDe4/4 10号機が団体列車専用のレストラン車に改造され、"Mutschellen-Zähni"の名称がつけられている。主な改造内容は以下の通り。
  - ケータリングにより食事を提供するため、旧荷物室部分をその準備室に改造。
  - 客室は各室3ボックスずつの従来の配置のまま、座席各ボックスに左右1箇所ずつのテーブルとテーブルランプを設置、窓には横引式のカーテンを設置しており、座席定員は座席の一部を業務用とした44名を基本として、最大48名までとなっている。
  - CDプレイヤーおよびマイクロフォンの使用が可能な放送装置の設置。
  - 車体塗装は車体下半分がライトブルー、上半分が明灰色の塗り分けで、塗り分け部と車体上辺部にそれぞれブルーの細帯を入れたものとなり、標記類も1950-60年代のブレンガルテン-ディーティコン鉄道のものを模したものとなっているほか、乗降扉横に"Mutschellen-Zähni"のレタリングが入れられている。
- 1999年には同じくBDe4/4 11号機が団体列車専用に改造され、"Party-Zug"の名称がつけられている。室内にはビデオプレイヤーや音楽再生用の放送装置と調光用のライトオルガンが設置され、外観は赤色をベースに当初はスポンサーであったマクドナルド関連のイラストやロゴが設置され、屋根部外周にも広告板が設置されていたが、2007年以降は同じく赤色をベースに"Märlizug"のロゴが入るものに変更されている。

### 主要諸元
- 軌間：1000 mm
- 電気方式：DC 900 V（1969年以降 1200 V） ・架空線式
- 最大寸法：全長18300 mm、車体幅2500 mm
- 軸配置：Bo'Bo'
- 軸距：2200 mm
- 台車中心間距離：12800 mm
- 動輪径：920 mm
- 自重：32 t
- 定員：2等48名（禁煙24名、喫煙24名）、立席12名（1969年まで）、2等24名（禁煙24名）（1969年以降）、2等48名（禁煙48名）（BDe4/4 10号機1986年以降）
- 荷重：1.5 t（1969年まで）、6.5 t（1969年以降）
- 荷室面積：5.0 m2（1969年まで）、17.0 m2[7]（1969年以降）
- 走行装置
  - 主制御装置：抵抗制御
  - 主電動機：直流直巻整流子電動機×4基
  - 減速比：5.46
- 性能
  - 出力：268 kW（1時間定格。架線電圧900 V）、171 kW（1時間定格。架線電圧1200 V、14.6 km/hにおいて）
  - 牽引力：41.2 kN（1時間定格。架線電圧1200 V、14.6 km/hにおいて）
  - 最高速度：60 - 65 km/h（架線電圧900 V）、45 km/h（架線電圧1200 V）
- ブレーキ装置：真空ブレーキ、空気ブレーキ（1977年以降）、手ブレーキ、発電ブレーキ

## 運行・廃車

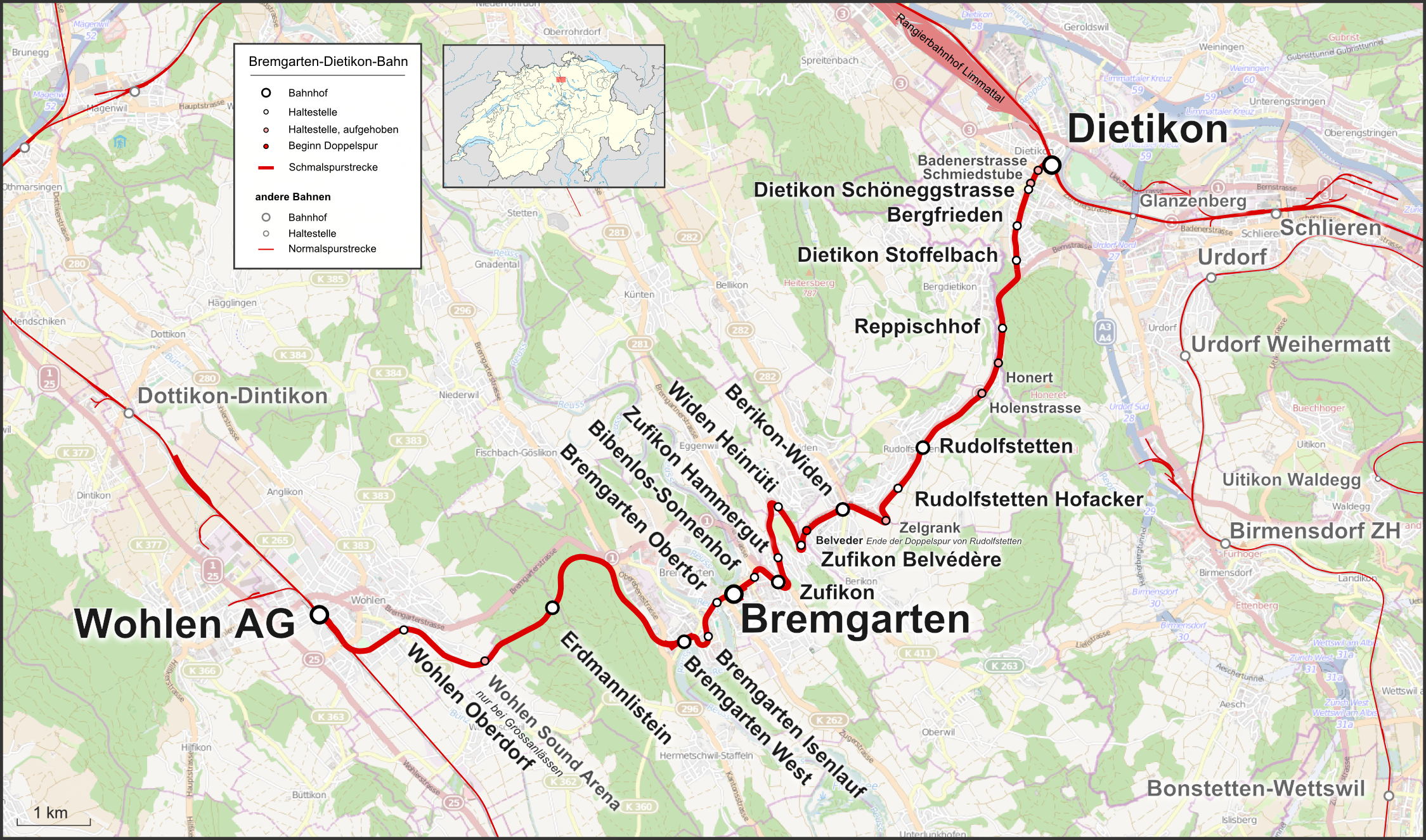
ブレンガルテン-ディーティコン鉄道の路線図

- ブレンガルテン-ディーティコン鉄道はアールガウ州のヴォーレンからブレンガルテンを経由してチューリッヒ州のディーティコンに至る18.9 kmの路線であり、最急勾配56パーミル、最急曲線半径33 m、標高389 - 550 mの路線であり、両端駅でスイス国鉄に接続するほか、ヴォーレンからブレンガルテン西間6.4 kmは1435 mm軌間の旧ヴォーレン-マイスターシュヴァンデン鉄道線との三線軌条、ディーティコン付近約1.3 kmは併用軌道となっている。なお、1990年5月27日にはチューリッヒのSバーンに指定されてS-17系統となってアールガウ州からチューリッヒ州への通勤路線として運行されており、1995年以降には一部区間の複線化が行われており、1995年以降には一部区間の複線化が行われているほか、ヴォーレン - ブレンガルテン・ウエスト間の三線軌条は2015年に撤去されて、線路用地のみが引続きスイス国鉄からリースされている。
- 本形式が導入された1930年代の同鉄道は電車が旅客列車や貨物列車を牽引する列車で運行されており、本形式も従来からの電車と共通で全線で、単行での運行のほか、混合列車を含む客車列車や貨物列車の牽引に使用されており、重連総括制御機能は持たないものの電車同士での重連でも使用されていた。
- ブレンガルテン-ディーティコン鉄道ではその後も輸送量が増大して1965年には輸送人員が132万人を超え、従来からの機材の老朽化も進んでいたことから総合的な近代化を図るために1960年代にさまざまな検討がなされ、結果として固定編成による列車により効率的なパターンダイヤを組むこととなって3車体連接式のBDe8/8形9編成を1967年に発注し、1969年6月1日のダイヤ改正で通常運行されるの全ての旅客列車に置き換え、同時に架線電圧を900 Vから1200 Vに昇圧している。この結果、従来の1000 mm軌間用機材のうち事業用もしくは貨物列車牽引用として残されることとなったBDe4/4 10および11号機とBe4/4 7II号機の計3機のみが架線電圧昇圧対応工事を実施し、それ以外の電車および事業用のものを除く客車は全車廃車となっている。
- 事業用もしくは貨物列車牽引用として残されることとなったBDe4/4 10および11号機は引続き工事列車や貨物列車の牽引用として運用されており、前述のとおり昇圧と合わせて荷物室の拡大工事が実施されている。
- 1986年と1999年にはBDe4/4 10号機と11号機がそれぞれ団体列車用に改造されて運用されているが、BDe4/4 11号機は2009年10月に廃車となり解体されており、現在ではBDe4/4 10号機が同じく団体列車用に改造されたBDe8/8 7III 号機とともに運用されている。